# Cysoing Communal Cemetery
Cysoing Communal Cemetery is een Britse militaire begraafplaats gelegen in de Franse plaats Cysoing (Noorderdepartement). De begraafplaats wordt onderhouden door de Commonwealth War Graves Commission.
De begraafplaats telt 6 Gemenebest graven waarvan 5 geïdentificeerde graven uit de Tweede Wereldoorlog.